# Erythrochiton nigrosignatus
Erythrochiton nigrosignatus là một loài bọ cánh cứng trong họ Cerambycidae.